# 向警予
向警予（1895年9月4日—1928年5月1日），原名俊贤，湖南溆浦人，土家族，中国共产党创始人及早期领导人之一，妇女运动领袖。

## 生平
1895年，向警予出生在湖南省溆浦县商会会长之家，有兄弟姊妹共10人。1903年进入长兄在县城开创的新式小学，之后到长沙进入湖南第三、第一女子师范和周南女校。
1919年秋季参加了毛泽东和蔡和森建立的新民学会。同年12月和蔡和森、蔡畅赴法国勤工俭学。1920年与蔡和森在法国结婚。1921年12月启程回国。1922年初回上海市后加入中国共产党。同年7月参加中国共产党第二次全国代表大会，当选候补中央执行委员，出任中央妇女部部长。
1922年冬季，向警予和党中央迁移至北京，协助党在北京的工作。1923年领导上海丝厂和烟厂的女工罢工。1923年6月，在中国共产党第三次全国代表大会上，向警予当选候补中央执行委员，大会通过她起草的《妇女运动决议案》，她出任中央妇女运动委员会主任。1924年4月兼任中国国民党上海执行部妇女部负责人。1925年1月，向警予在中国共产党第四次全国代表大会上当选中央妇女部部长。同年10月，党中央派遣向警予去苏联莫斯科东方共产主义劳动大学学习。1926年与蔡和森在莫斯科离婚。
1927年回国后，中共中央分配向警予去湖北省汉口市宣传部和总工会工作。同年7月，汪精卫发动七一五事变，向警予的工作转入地下，调到中共湖北省委工作，负责主编进步期刊《长江》。同年11月，中共湖北省委改组，向警予出任负责人之一。在中共第五次全国代表大会上，与陈独秀发生了争论。
1928年3月20日，由于变节者告密，向警予在汉口法租界三德里96号（今向警予故居）被巡捕房逮捕，4月12日被引渡给国民政府，在狱中遭受严刑逼供，据屈、坚不吐实。1928年5月1日，在武汉余记里空坪刑场被枪杀，终年33岁；在被押往刑场的路上，向沿途围观的民众演讲，“我是中国共产党党员向警予，为解放工农劳动大众，革命奋斗，流血牺牲！......”。临刑前遺言：「人都应该珍惜自己的生命，然而到了不能珍惜的时候，只有勇敢的牺牲自己。人总是要死的，但要死得慷慷慨慨。」

## 向警予和五卅运动时期的女性运动
向警予是第一次国共合作期间首批加入国共联盟的女性领导人之一，虽然其丈夫蔡和森反对国共联盟，向警予本人却支持这一联盟。她在国共联盟期间领导了妇女运动。
当时的工人学校在组织女性工人参与运动时遇到了各种阻力。首先，女性工人大多住在宿舍中，结婚的女工的丈夫会希望她们在非工作时间都进行家务活动，她们比男性工人的空闲时间更少。并且大部分女工是文盲，无法用宣传小册子和报纸的方式进行影响。一些男性共产主义者对当时女工的处境与顾虑也并不敏感，一位女工始终记得在看到郑中夏走入女工宿舍时的震惊，在当时女性被认为是不应当和非亲属的男性说话的。这些传统文化对女性的要求给工人学校组织女工造成了很多困难。向警予承认了自己没有考虑传统文化对女工现状影响的“左倾错误”，并且提议建立一个单独的女性工人学校。但是也许由于男性主导的中共并不想特殊考虑女性需求，当时的中共始终没有像组织男性工人一样组织过女性工人。
在中共迅速扩大的1925年，更多女性加入了中共，向警予也因此获得了更多的权力和影响。女工和女学生参与了当年所有的示威行动，共产女性组织也在多个城市建立。但是向警予及其他女性共产主义者的地位始终被限制在党内妇女部。她和其他女性共产主义者一样，虽然实际参与很多工作，但是在党内的地位一直是非正式的。比如向警予虽然参与中国中央委员会议，但是她一直没有正式成为委员会成员。她们在党内的地位都依赖于其丈夫在党内的地位。在向警予的丈夫蔡和森被选为中央委员会成员时，向警予也成为了党内女性部门的领导。当李达落选中央委员会成员时，其妻子王会悟组织的平民女校及她编辑的女性杂志也都被停办。
在五卅运动正当高潮时，由于向警予和她丈夫感情生变，她被撤去妇女部领导职务。即使她之前的工作都足够出色，没有她丈夫的支持，她也无法再维持她在党内的地位。

## 爱情经历
向警予在长沙时，因与蔡和森之妹蔡畅的同学关系而结识蔡和森和毛泽东。1920年6月，与蔡和森在法国蒙达尼正式结婚，结婚照为二人同读一本打开的《资本论》。毛泽东得知他们恋爱的消息非常高兴，在1920年11月26日的信中说：“以资本主义做基础的婚姻制度，是一件绝对要不得的事，在理论上是以法律保护最不合理的强奸，而禁止最合理的自由恋爱……我听得‘向蔡同盟’的事，为之一喜，向蔡已经打破了‘怕’，实行不要婚姻，我们正好奉向蔡做首领，组成一个‘拒婚同盟’。”“拒婚”指反对旧式的婚姻。
1925年6月，蔡和森因领导上海五卅运动等工作，过度劳累，哮喘病和胃病复发，不得不离沪到北京疗养。當時的中共中央政治局委員彭述之，除了担任中央宣传部长之外，还兼管中央妇女委员会的工作；而负责妇委工作的正好是向警予。在蔡和森离开上海后，彭述之与向警予很快陷入感情。三个月后，病情缓解的蔡和森与陈独秀一道返回上海。很快向警予对蔡和森坦白，此事后来闹到了中共中央。
张国焘后来在《我的回忆》中提到：“在会议上，蔡和森的太太向警予首先报告在其丈夫蔡和森离沪期间，她与彭述之发生了恋爱，其经过情形已在和森返沪的当天，就向他坦率说明了。她表明她陷于痛苦的境地，因为她与和森共患难多年，彼此互相敬爱，现在仍然爱他，不愿使和森受到创伤；但同时对彭述之也发生了不能抑制的感情，因为他的风趣确是动人的。她要求中央准她离沪，派她到莫斯科去进修。”
不过郑超麟则主张，是蔡和森把这件事情提交给党的政治局会议，其动机是想请党阻止向彭之间的恋爱，以此来挽救婚姻。有一次政治局会议后，陈独秀刚宣布散会时，蔡和森忽然站起来，说他还有一个问题请大家讨论。会议之后，向警予斥责蔡和森自私自利：“分明晓得中央会站在你方面，你才提出问题来讨论。”受到指责的蔡其时一言未发。为了修复有了裂痕的“向蔡同盟”，在一定程度上挽回其不良影响，中共中央决定让向蔡两人同赴莫斯科，向警予进入中山大学学习，蔡和森参加共产国际执行委员会第六次扩大会议。但几个月过去，尽管向蔡两人都曾努力忘记过去，但是，他们最终还是在莫斯科选择离婚。

## 著作
- 《向警予文集》1980 湖南人民出版社
- 《向警予纪念文集》2005 湖南人民出版社。内容有：照片、传记、文选、缅怀、研究、年表六个部分。

## 纪念

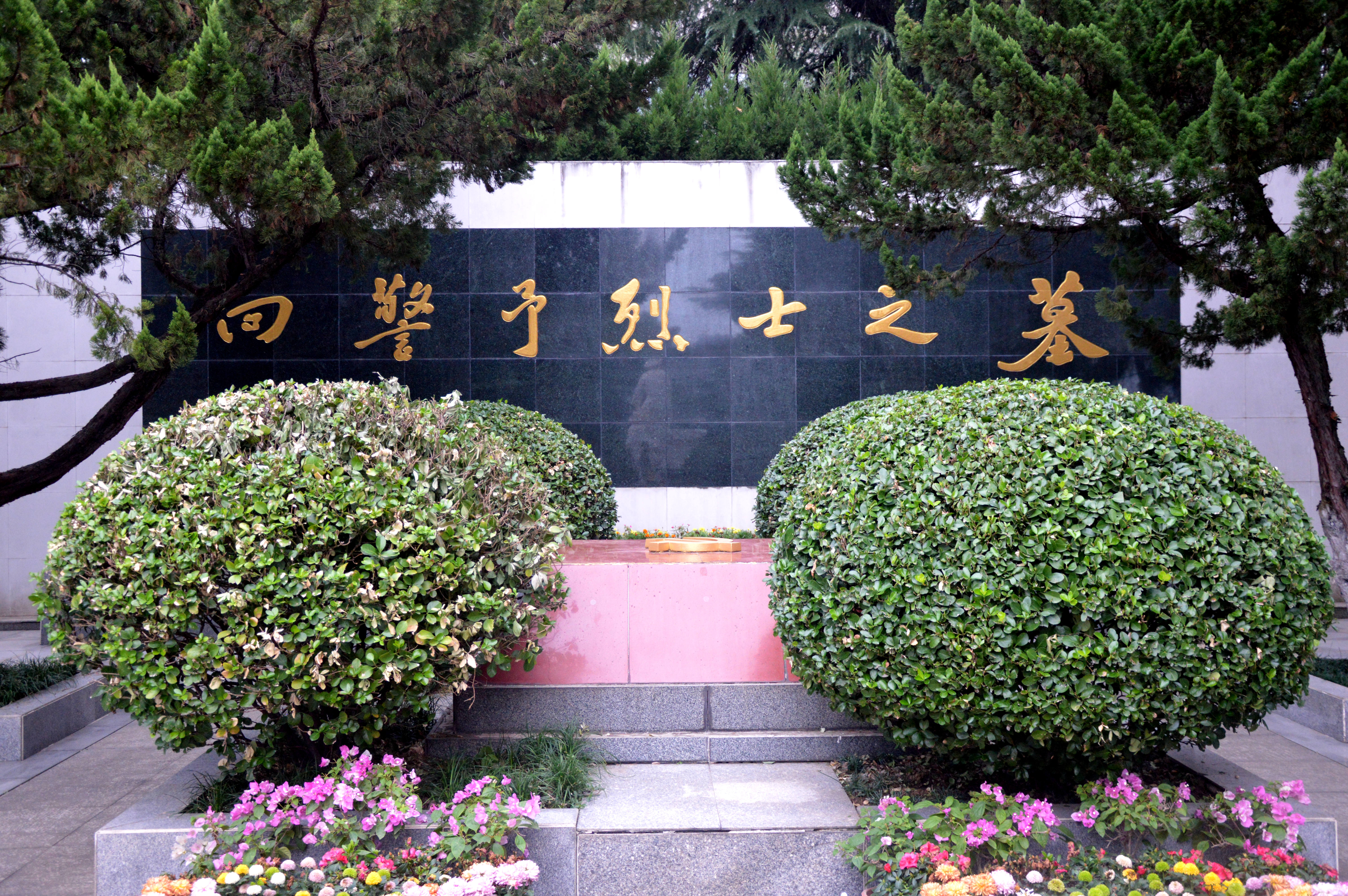
向警予烈士陵园邓小平的题字

在向警予牺牲地武汉的龜山西头，1978年建成向警予革命烈士陵园，墓名“向警予烈士墓”为邓小平所题。
邮电部曾经发行过向警予和杨开慧的纪念邮票，是当时少见的殊荣。
1981年7月1日在她故乡的向警予故居管理所对外开放。1985年9月4日改名向警予同志纪念馆。纪念馆由向警予同志故居、向警予同志生平事迹陈列室和纪念碑广场三部分组成。
1993年武汉市黄石路中学更名为武汉市警予中学，以纪念在大革命中牺牲的向警予、夏明翰等人。
1995年9月向警予诞辰100周年。在她的故居湖南省溆浦县，向警予铜像揭幕。江泽民为向警予故居题写了匾名。
2020年3月，美國《時代》雜誌選出100年來一百大年度風雲女性，有五名華人女性上榜，包括向警予(其他4位為諾貝爾醫學獎得主屠呦呦、美籍華裔物理學家吳健雄、美籍華裔好萊塢演員黃柳霜、蔣介石的夫人宋美齡)。

## 家庭
父親為向瑞龄，母親為邓玉贵，向警予是第九個孩子，取乳名“九九”。
向警予与蔡和森共生有一女一子：蔡妮、蔡博，分別為1922年與1924年出生。